# Les Guerriers des étoiles
Pour plus de détails, voir Fiche technique et Distribution.
Les Guerriers des étoiles (The Ice Pirates) est un film américain réalisé par Stewart Raffill, sorti en 1984.

## Synopsis
Dans le futur... Longtemps après les grandes guerres interplanétaires, l'eau potable est devenue une substance rarissime. Sa circulation repose entièrement entre les mains des sinistres templiers de l'espace de la planète Mithra. Néanmoins, Jason et une poignée de pirates rebelles ont réussi à survivre en volant la glace transportée dans les vaisseaux des tyrans. Jason et ses pirates s'attaquent alors au Meterak, afin d'y voler l'eau qu'il contient, stockée à l'état de glaçon. Au cours d'un de ces assauts, ils kidnappent la princesse Karina et, en retour, sont rapidement pris en chasse pas un des vaisseaux de Zorn, qui règne sur les templiers. Après avoir délivré la Princesse, Zorn les emprisonne avec les esclaves et les déporte sur la planète Mithra.

## Fiche technique
- Titre français : Les Guerriers des étoiles
- Titre original : The Ice Pirates
- Réalisation : Stewart Raffill
- Scénario : Stewart Raffill & Stanford Sherman
- Musique : Bruce Broughton
- Photographie : Matthew F. Leonetti
- Montage : Tom Walls
- Costumes : Daniel Paredes
- Production : John Foreman & Dennis Lasker
- Sociétés de production : JF Productions & Metro-Goldwyn-Mayer
- Société de distribution : Metro-Goldwyn-Mayer
- Pays :  États-Unis
- Langue : Anglais
- Format : Couleur - Stéréo - 35 mm - 1.85:1
- Genre : Science-fiction, Aventures, Comédie
- Durée : 91 min

## Distribution
- Robert Urich (VF : Jean-Luc Kayser) : Jason
- Mary Crosby (VF : Martine Irzenski) : La princesse Karina D'Aragon
- Michael D. Roberts (VF : Sady Rebbot) : Roscoe
- Anjelica Huston (VF : Sylvie Moreau) : Maida
- John Matuszak (VF : Georges Atlas) : Killjoy
- Ron Perlman (VF : Serge Sauvion) : Zeno
- Natalie Core : Nanny
- Jeremy West (VF : Alain Flick) : Zorn
- Bruce Vilanch (VF : Claude D'Yd) : Wendon
- Robert Symonds (VF : Raymond Loyer) : Lanky Nibs
- John Carradine (VF : René Bériard) : Le commandant suprême
- Sander Johnson (VF : Jean-Pierre Leroux) : Le prisonnier politique
- Marcia Lewis : La femme grenouille

## Autour du film
- Le tournage s'est déroulé à Los Angeles, Santa Clarita et Vernon.
- Quelques plans de la cité futuriste sont issus de L'Âge de cristal (1976)[1].
- À noter, une petite apparition de Max von Sydow.